# جوفاني غالي
جوفاني غالّـي (بالإيطالية: Giovanni Galli)‏ ، (بيزا، 29 ابريل 1958) ، لاعب كرة قدم إيطالي سابق.
لعب مع منتخب إيطاليا لكرة القدم.

## روابط خارجية
- جوفاني غالي على موقع الاتحاد الدولي (مؤرشف)  (الإنجليزية)
- جوفاني غالي على موقع الاتحاد الأوربي (الإنجليزية)
- جوفاني غالي على موقع قاعدة بيانات كرة القدم.إي يو (الإنجليزية)
- جوفاني غالي على موقع ناشيونال فوتبول تيمز (الإنجليزية)
- جوفاني غالي على موقع عالم كرة القدم.نت (الإنجليزية)
- جوفاني غالي على موقع GSA (الإنجليزية)